# Linia kolejowa Giżycko – Węgorzewo
Linia kolejowa Giżycko – Węgorzewo – zlikwidowana w 1945 roku normalnotorowa linia kolejowa łącząca stację Giżycko ze stacją Węgorzewo.

## Historia
Linia została otwarta w 21 grudnia 1905 roku. Rozstaw szyn wynosił 1435 mm. W 1945 roku nastąpiła fizyczna likwidacja linii. W latach powojennych połączenie odbudowano ale tylko na odcinku Giżycko - Kruklanki.